# Юшково (Польща)
Юшково (пол. Juszkowo, нім. Gischkau) — село в Польщі, у гміні Прущ-Гданський Ґданського повіту Поморського воєводства.
Населення — 2754 особи (2011).
У 1975-1998 роках село належало до Гданського воєводства.

## Демографія
Демографічна структура станом на 31 березня 2011 року:
|          | Загалом | Допрацездатний вік | Працездатний вік | Постпрацездатний вік |
| -------- | ------- | ------------------ | ---------------- | -------------------- |
| Чоловіки | 1377    | 386                | 931              | 60                   |
| Жінки    | 1377    | 349                | 896              | 132                  |
| Разом    | 2754    | 735                | 1827             | 192                  |